# Edilma Prada
Edilma Prada Céspedes (Colombia, 1984) es una periodista de investigación especialista en derechos humanos, cultura de paz y conflictos armados, temas que lleva cubriendo durante 15 años. Se especializa en cubrir temas de conflicto armado, pueblos indígenas, paz y medioambiente. 

## Biografía
Entre los años 2002 y 2008, estudió Comunicación Social y Periodismo en la Universidad Nacional Abierta y a Distancia. Posterior a eso, se especializó en Cultura de Paz y DIH en la Pontificia Universidad Javeriana.
Fundó el medio independiente e intercultural Agenda Propia,que se dedica a la cocreación de historias en colaboración con pueblos indígenas y grupos minoritarios de la sociedad. Es creadora de la metodología Periodismo Colaborativo Interculturalque tiene el objetivo de unir a los actores de la sociedad para construir historias y reportajes en profundidad. Además, trabajó como consultora y periodista en una investigación sobre tráfico ilegal de madera en la Amazonía colombiana realizada para la ONG global Environmental Investigation AGENCY (EIA).
En 2018 participó en la investigación Panama Papers, capítulo Colombia, publicado en la plataforma periodística de las Américas Connectas y El Espectador. También, es capacitadora en periodismo, narrativas de paz, datos abiertos y herramientas digitales de la DW Akademie en América Latina.
Uno de los hitos relevantes de su carrera, es que fue finalista del Premio Gabo en el año 2021 en la categoría de innovación, con el trabajo “Ome, Pütchi, Poraû - Mujer, Palabra, Resistencia”. Cabe destacar que la periodista ha recibido distintos premios nacionales e internacionales.
En 2015, Edilma Prada fue fellow OEA sobre Gobierno Abierto en las Américas, un programa de liderazgo en temas de transparencia y participación ciudadana. El Fellowship busca crear una red de 25 jóvenes líderes que sean agentes de cambio que reúna a jóvenes líderes de la administración pública, sociedad civil y sector privado de Honduras, ofreciéndoles un espacio para la reflexión, el debate y el intercambio de conocimientos y experiencias en temas de gobierno abierto.
En 2023, fue nominada al Festival Internacional de Cine de Cali 2023 por su corto documental “El canto del maguaré. Palabra de consejo de Dújdulli”, que fue rodado en 2022 en las comunidades Providencia Nueva y La Chorrera, en el Amazonas colombiano.
En la categoría Vanguardias Indígenas, ganó el Incentivo de Estudios Takeshima junto a Vanessa Teteye.

## Trabajo con las Comunidades Indígenas
Edilma Prada, debido al conflicto armado que lleva 50 años en Colombia, se ha dedicado a cubrir los desplazamientos forzados, crisis humanitaria, desigualdad y pobreza. Gracias a su recorrido por las zonas rurales de Colombia identificó los desplazamientos de los pueblos indígenas y las carencias que viven. Estos pueblos mantienen una importante posesión de tierras, pero ocupada por muy poca población, lo que se suma al riesgo de exterminio físico y cultural derivado por los conflictos armados, es por esto que Edilma Prada decide dar visualización para proteger a los pueblos indígenas y su territorio, otorgándoles cobertura periodística e investigaciones que dan a conocer la problemática existente.

## Premios
- Premio de periodismo regional “Reynaldo Matiz Trujillo” (2007)
- Premio de periodismo ¡Investiga! (2013)
- Premio de periodismo Caucano (2014)
- Premio excelencia periodística que otorga la Sociedad Interamericana de prensa-SIP- (2015)
- Becaria Programa OEA para la Promoción de Gobiernos Abiertos en las Américas (2015)
- Premio de periodismo regional al mejor reportaje escrito con el especial Bogotá Indígena (2019)